# Distretto di Isawa
Il distretto di Isawa (胆沢郡, Isawa-gun?) è uno dei distretti della prefettura di Iwate, in Giappone.
Fa parte del distretto solo il comune di Kanegasaki.
| Controllo di autorità | VIAF (EN) 259666030 · NDL (EN, JA) 00641002 |